# ادوارد مانگاسار
ادوارد مانگاساریان (به ارمنی Էդւարդ Մանգասարեան - به انگلیسی Edward Mangasarian)، (متولد ۱۳۵۷ خورشیدی، در تهران)، ورزشکار ایرانی ارمنی‌تبار دونده دوی ۴۰۰ متر است. وی عنوان پرافتخارترین ورزشکار المپیک ارامنه جهان را داراست.

## کارنامه ورزشی
در سن ۱۸ سالگی یکی از اعضای تیم جوانان ایران انتخاب شده‌است. مانگاساریان پنج دوره در مسابقات المپیک ارمنستان شرکت کرده، پنج مدال طلا و ۲ نقره کسب نموده و بهترین رکورد ۴۰۰ متر این مسابقات متعلق به او می‌باشد.
- بازی‌های آسیایی ۱۹۹۸ - مدال نقره
- دوومیدانی داخل سالن قهرمانی آسیا، ۲۰۰۴ تهران – ایران - مدال نقره
- مسابقات بین‌المللی کازانف قزاقستان - مدال برنز
- مسابقات کشوری ۱۳۸۳ خورشیدی - مدال طلا